# موریس دمومبین
موریس گُدفروا-دُموم‌بین (به فرانسوی: Maurice Gaudefroy-Demombynes)، (زاده ۱۵ دسامبر ۱۸۶۲- درگذشته ۱۲ آگوست ۱۹۵۷) یک پژوهش‌گر فرانسوی تاریخ ادیان، بخصوص تاریخ اسلام و مسلط به زبان عربی بود.
اثر معروفش تحقیقات تاریخی و دینی در مورد مراسم حج در میان مسلمانان است. وی ترجمه مشروحی از کتاب ابن جُبَیر، جهان‌گرد و نویسنده عرب (۱۱۴۵ م-۱۲۱۷ م) زاده والنسیا در مورد سفر مکه و مراسم حج نیز دارد.